# Fülöpjakab
Fülöpjakab je selo u središnjoj Mađarskoj.
Zauzima površinu od 23,16 km četvornih.

## Zemljopisni položaj
Nalazi se u regiji Južni Alföld, na 46°44'31" sjeverne zemljopisne širine i 19°43'19" istočne zemljopisne dužine. 

## Upravna organizacija
Upravno pripada kiškunfeleđhaskoj mikroregiji u Bačko-kiškunskoj županiji. Poštanski broj je 6116.

## Stanovništvo
U Fülöpjakabu živi 1131 stanovnik (2005.). 

## Vanjske poveznice
- (mađ.) Légifotó Fülöpjakabról